# Boffin (jogo eletrônico)
Boffin é um game de plataforma lançado em 1985 pela Addictive Games para o Acorn Electron e BBC Micro. O cassette continha duas diferentes versões do jogo. A primeira versão na fita (erroneamente referida como versão 2 e às vezes como Boffin 2) apresenta vinte e cinco diferente cavernas e era jogável em ambas máquinas. A segunda versão do tape (versão 1) foi feita para o BBC Micro, e continha vinte e cinco cavernas para se jogar.